# Избори за председника Словеније 2012.
Избори за председника Словеније 2012. су одржани у два круга 11. новембра и 2. децембра.
За председника је изабран бивши словеначки премијер Борут Пахор.

## Резултати
| Кандидат               | Кандидат              | Странка                                           | Први круг | Први круг | Други круг | Други круг |
| Кандидат               | Кандидат              | Странка                                           | Гласови   | %         | Гласови    | %          |
| ---------------------- | --------------------- | ------------------------------------------------- | --------- | --------- | ---------- | ---------- |
|                        | Борут Пахор           | Социјалдемократе                                  | 325.406   | 39,93     | 474.309    | 67,44      |
|                        | Данило Тирк           | Нестраначки политичар***                          | 292.547   | 35,90     | 228.980    | 32,56      |
|                        | Милан Звер            | - Словеначка демократска странка - Нова Словенија | 197.042   | 24,18     |            |            |
| Укупни важећи листићи  | Укупни важећи листићи |                                                   | 814.995   | 98,69     | 703.289    | 97,97      |
| Неважећи листићи       | Неважећи листићи      |                                                   | 10.845    | 1,31      | 14.546     | 3,03       |
| Укупно                 | Укупно                |                                                   | 825.840   | 100,00    | 717.835    | 100,00     |
| Извор: Влада Словеније |                       |                                                   |           |           |            |            |

***Тирка је подржала Позитивна Словенија и Демократска странка пензионера Словеније.